# Espagnol costaricain
L'espagnol costaricain (espagnol : español costarricense) est la variante de l'espagnol employée au Costa Rica comme langue officielle. Historiquement, le pays n'était pas une colonie américaine qui suscitait un profond désir de colonisation, et même pendant la vice-royauté, il était la province la plus méridionale de la Nouvelle-Espagne, de sorte qu'il n'a pratiquement pas subi l'influence instructive de la corona, qui a directement influencé le développement particulier de son géolect vernaculaire.